# Momento padronizado
Na teoria das probabilidades e na estatística, um momento padronizado de uma distribuição de probabilidade é um momento (geralmente um momento central de grau superior) que é normalizado, normalmente por uma potência do desvio padrão, tornando a escala de momentos invariante. A forma das diferentes distribuições de probabilidade pode ser comparada usando momentos padronizados. 

## Normalização padrão
Seja X uma variável aleatória com distribuição de probabilidade P e valor médio {\textstyle \mu =\mathrm {E} [X]} (ou seja, o primeiro momento bruto ou momento em torno de zero), o operador E denotando o valor esperado de X. Então o momento padronizado de grau k é {\displaystyle {\frac {\mu _{k}}{\sigma ^{k}}},}  isto é, a razão do k- ésimo momento em relação à média
{\displaystyle \mu _{k}=\operatorname {E} \left[(X-\mu )^{k}\right]=\int _{-\infty }^{\infty }(x-\mu )^{k}P(x)\,dx,}
elevado à k- ésima potência do desvio padrão,
{\displaystyle \sigma ^{k}=\mu _{2}^{k/2}=\left({\sqrt {\mathrm {E} \left[(X-\mu )^{2}\right]}}\right)^{k}.}
A potência de k é porque os momentos são dimensionados como {\displaystyle x^{k},} significa que {\displaystyle \mu _{k}(\lambda X)=\lambda ^{k}\mu _{k}(X):} são funções homogêneas de grau k, portanto o momento padronizado é invariante à escala. Isso também pode ser entendido porque os momentos têm dimensão; na proporção acima que define momentos padronizados, as dimensões se cancelam, portanto são números adimensionais.